# Monochroa melagonella
Monochroa melagonella is een vlinder uit de familie tastermotten (Gelechiidae). De wetenschappelijke naam is voor het eerst geldig gepubliceerd in 1895 door Constant.
De soort komt voor in Europa.